# Зеркало мира (группа)
Зеркало мира — советская рок-группа, возглавляемая певцом, гитаристом и автором песен Константином Никольским.

## История
Группа «Зеркало мира» была создана осенью 1986 года стараниями Константина Никольского и клавишника группы «Галактика» Виталия Бондарчука. Именно они отвечали за репертуар коллектива. Название группе дала одна из песен Никольского. Кроме Никольского и Бондарчука, в первом составе группы фигурировали солист Аркадий Березовский и бас-гитарист Игорь Яшуков. Именно в таком составе группа давала первые концерты и выступала на различных фестивалях в компании групп «Браво» и «Рондо».
В 1987 году группа делает пробную запись из 10 песен авторства Никольского. Эта запись становится первым (и единственным) альбомом группы, получившим название «Пред чертой меж будущим и прошлым» (другое название альбома — «Зеркало мира»).
Несмотря на то, что за репертуар группы отвечали и Никольский, и Бондарчук, у них по части репертуара часто были разногласия — номера Никольского — романтическая лирика типичного героя начала восьмидесятых — старого рокера, идущего сквозь разочарования, жизненную неустроенность, измены дорогих людей, но не сдающегося обстоятельствам и трудной судьбе, а номера Бондарчука — гладкий, пустой, танцевальный техно-поп. Это и стало причиной ухода Бондарчука из группы в 1987 году.
Ближе к 1988 году в группе второй (и последний) раз меняется состав — новым басистом стал Виталий Зайков (экс-«Фестиваль»), ударником — Алексей Маслов (экс-«Телефон»). В таком составе группа выступала в одной гастрольной программе с «Браво». В 1990 году Никольский распустил «Зеркало мира» и начал сольную карьеру.

## Состав
- Константин Никольский — гитара, вокал, автор текстов и музыки
- Виталий Бондарчук — клавишные, драм-компьютер, автор текстов и музыки (1986-87)
- Аркадий Березовский — вокал
- Игорь Яшуков — бас-гитара (1986-88)
- Алексей Маслов — ударные
- Виталий Зайков — бас-гитара (1988-90)

## Дискография
- 1986 — За густой пеленой (Концерт 1986 года)
  - За густой пеленой (Мы услышать должны)
  - Воскресение
  - От любви к любви
  - Цветок у окна
  - Музыкант
  - Один взгляд назад
  - Зеркало мира
- 1987 — Пред чертой меж будущим и прошлым (Зеркало мира)
  - Птицы белые мои
  - Цветок у окна
  - Без цели и без расчёта
  - Облако
  - Опять до времени отложены дела
  - Пред чертой меж будущим и прошлым
  - Один взгляд назад
  - Воскресение
  - Зеркало мира
  - За густой пеленой